# Purwa
Purwa è una suddivisione dell'India, classificata come nagar panchayat, di 21.195 abitanti, situata nel distretto di Unnao, nello stato federato dell'Uttar Pradesh.